# Festival international de musique de chambre de la baie des Chaleurs
Le Festival international de musique de chambre de la baie des Chaleurs existe à partir de 1997. Chaque année jusqu'en 2011, plusieurs spectacles sous un thème de musique de chambre sont présentés au mois de juillet dans la région de Dalhousie au Nouveau-Brunswick.

## Historique
Le festival international de musique de chambre de la baie des Chaleurs débute en 1997, par l'initiative d'une pianiste vivant à Montréal, mais originaire de Dalhousie, Lucille Ouellette. Secondée par sa famille, notamment de sa sœur Nicole, soprano de métier, elle a utilisé ses contacts pour inviter des musiciens de partout dans le monde dans la région de Dalhousie (Nouveau-Brunswick).
Le festival a fait l'objet d'un soutien des autorités canadiennes. Cependant, il a pris fin avec sa 15e édition en 2011, même si un dernier concert de la violoniste Nathalie Cadotte a été présenté en guise d'adieu au Théâtre LER en avril 2012,.